# Xian autonome tujia et miao de Youyang

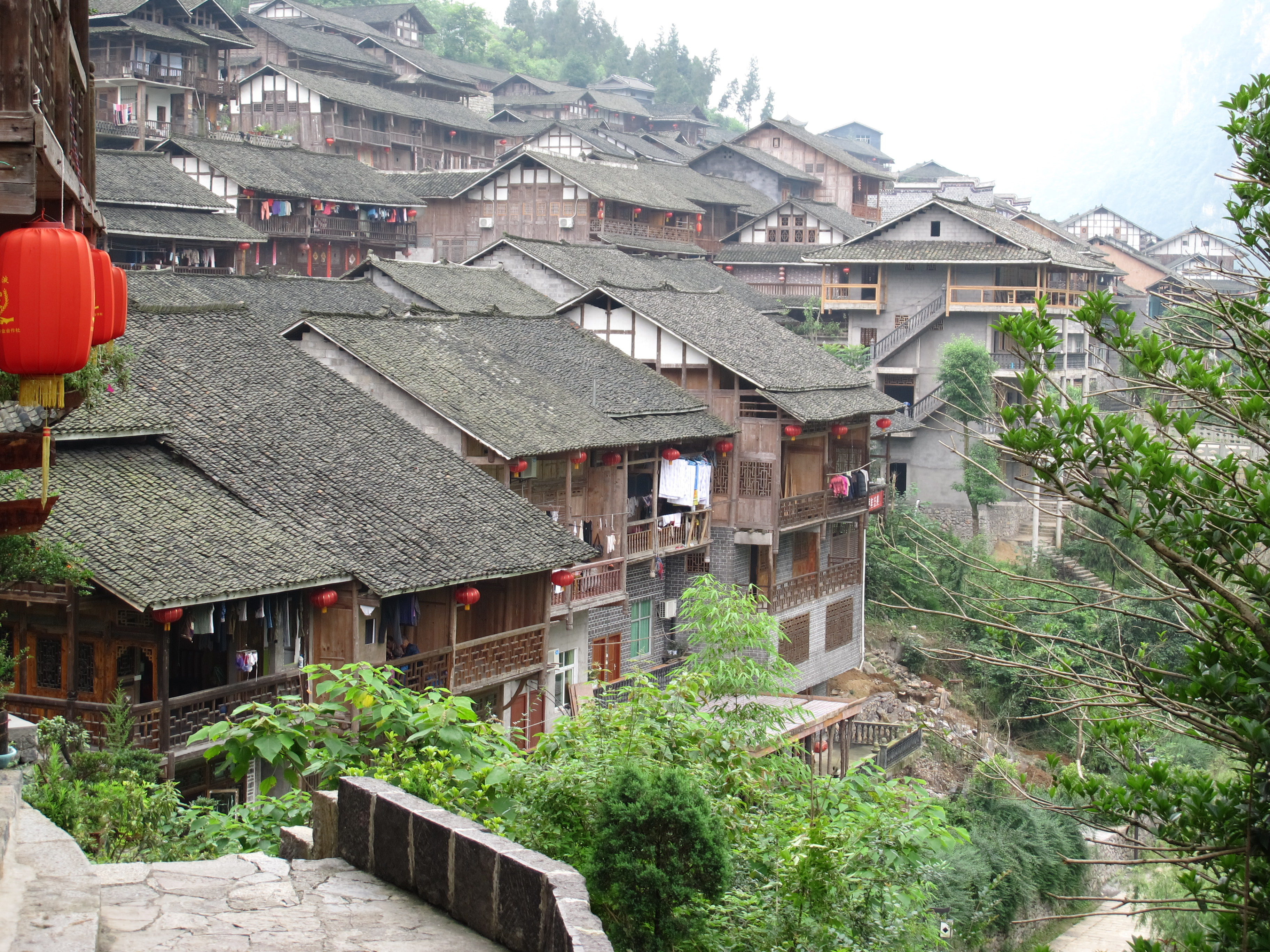

Le xian autonome tujia et miao de Youyang (酉阳土家族苗族自治县 ; pinyin : Yǒuyáng tǔjiāzú miáozú Zìzhìxiàn) est une subdivision de la municipalité de Chongqing en Chine.

## Géographie
Sa superficie est de 5 173 km2.

## Démographie
La population du district était de 717 388 habitants en 1999, et de 750 000 en 2004.

## Contestation
Environ 10 000 personnes ont fait une marche dans les rues de la ville de Youyang en signe de protestation contre la police locale après la mort d'un enfant et l'interpellation de ses parents,.